# 新笃
新笃是马来西亚吉打州古邦巴素县的一个小镇，马来西亚北方大学（UUM）就坐落于此。新笃距离该州首府亚罗士打市52公里，距离樟仑小镇12公里。玻璃市－樟仑－新笃高速公路可以到达这里。从巴东得腊县也可抵达至此。

## 历史
新笃的名称源自一颗树的品种，该镇原是锡矿工人的住所。1980年代中期，联邦政府与州政府在新建立建马来西亚北方大学（UUM），以取代该校在日得拉达鲁阿曼市的临时校址。